# Diplycosia tetramera
Diplycosia tetramera är en ljungväxtart som beskrevs av Herman Otto Sleumer. Diplycosia tetramera ingår i släktet Diplycosia och familjen ljungväxter. Inga underarter finns listade i Catalogue of Life.